# Bahnstrecke Pirna–Coswig
| Streckennummer (DB): | 6239; sä. PC         |                                                  |                                                  |
| Kursbuchstrecke (DB): | 241.1                |                                                  |                                                  |
| Streckenlänge: | 34,877 km            |                                                  |                                                  |
| Spurweite: | 1435 mm (Normalspur) |                                                  |                                                  |
| Streckenklasse: | D4                   |                                                  |                                                  |
| Stromsystem: | 15 kV, 16,7 Hz ~     |                                                  |                                                  |
| Streckengeschwindigkeit: | 120 km/h             |                                                  |                                                  |
| Zugbeeinflussung: | PZB                  |                                                  |                                                  |
| |                      |                                                  |                                                  |
| \| \| \| von Děčín hl. n. \| \| \| \| −0,350 \| Abzweig aus Bahnstrecke Děčín–Dresden-Neustadt \| Abzweig aus Bahnstrecke Děčín–Dresden-Neustadt \| \| \| \| Fernbahngleise nach Dresden \| \| \| \| 0,000 \| Pirna \| Pirna \| \| \| 2,436 \| Heidenau-Großsedlitz \| Heidenau-Großsedlitz \| \| \| 4,370 \| Heidenau Süd \| Heidenau Süd \| \| \| 5,402 \| Müglitz \| Müglitz \| \| \| \| von Kurort Altenberg (Erzgeb) \| \| \| \| 5,788 \| Heidenau (Verbindung zu Fernbahngleisen) \| Heidenau (Verbindung zu Fernbahngleisen) \| \| \| 7,227 \| Dresden-Zschachwitz \| Dresden-Zschachwitz \| \| \| 8,773 \| Dresden-Niedersedlitz \| Dresden-Niedersedlitz \| \| \| 10,738 \| Dresden-Dobritz \| Dresden-Dobritz \| \| \| 12,399 \| Dresden-Reick \| Dresden-Reick \| \| \| 14,612 \| Dresden-Strehlen \| Dresden-Strehlen \| \| \| 17,055 \| Dresden Hbf (Verbindung zu Fernbahngleisen) \| Dresden Hbf (Verbindung zu Fernbahngleisen) \| \| \| \| nach Werdau Bogendreieck \| \| \| \| 18,266 \| Dresden Freiberger Straße \| Dresden Freiberger Straße \| \| \| 19,262 \| Dresden Mitte \| Dresden Mitte \| \| \| \| Marienbrücke (430 m, Elbe) \| \| \| \| 20,891 \| Dresden-Neustadt (Verbindung zu Fernbahngleisen) \| Dresden-Neustadt (Verbindung zu Fernbahngleisen) \| \| \| \| nach Görlitz \| \| \| \| 21,734 \| Dresden Bischofsplatz \| Dresden Bischofsplatz \| \| \| 23,622 \| Dresden-Pieschen \| Dresden-Pieschen \| \| \| 25,359 \| Dresden-Trachau \| Dresden-Trachau \| \| \| \| Bundesautobahn 4 \| \| \| \| 27,268 \| Radebeul Ost (Verbindung zu Fernbahngleisen) \| Radebeul Ost (Verbindung zu Fernbahngleisen) \| \| \| 29,055 \| Radebeul-Weintraube \| Radebeul-Weintraube \| \| \| 31,043 \| Radebeul-Kötzschenbroda \| Radebeul-Kötzschenbroda \| \| \| \| Fernbahngleise von Dresden \| \| \| \| 31,847 \| Abzw Radebeul Nord \| Abzw Radebeul Nord \| \| \| 32,749 \| Radebeul-Zitzschewig \| Radebeul-Zitzschewig \| \| \| \| Berlin–Dresden-Friedrichstadt \| \| \| \| \| von Dresden-Neustadt und von Radebeul-Naundorf \| \| \| \| 34,877 \| Coswig (b Dresden) \| Coswig (b Dresden) \| \| \| \| nach Borsdorf (Sachs) \| \| \| \| \| nach Leipzig Hbf \| \| |                      |                                                  |                                                  |
| Strecke |                      | von Děčín hl. n.                                 | von Děčín hl. n.                                 |
| Kilometer-Wechsel | −0,350               | Abzweig aus Bahnstrecke Děčín–Dresden-Neustadt   | Abzweig aus Bahnstrecke Děčín–Dresden-Neustadt   |
| Abzweig geradeaus und nach links |                      | Fernbahngleise nach Dresden                      | Fernbahngleise nach Dresden                      |
| Bahnhof | 0,000                | Pirna                                            | Pirna                                            |
| Haltepunkt / Haltestelle | 2,436                | Heidenau-Großsedlitz                             | Heidenau-Großsedlitz                             |
| Haltepunkt / Haltestelle | 4,370                | Heidenau Süd                                     | Heidenau Süd                                     |
| Brücke über Wasserlauf | 5,402                | Müglitz                                          | Müglitz                                          |
| Abzweig geradeaus und von links |                      | von Kurort Altenberg (Erzgeb)                    | von Kurort Altenberg (Erzgeb)                    |
| Bahnhof | 5,788                | Heidenau (Verbindung zu Fernbahngleisen)         | Heidenau (Verbindung zu Fernbahngleisen)         |
| Haltepunkt / Haltestelle | 7,227                | Dresden-Zschachwitz                              | Dresden-Zschachwitz                              |
| Haltepunkt / Haltestelle | 8,773                | Dresden-Niedersedlitz                            | Dresden-Niedersedlitz                            |
| Haltepunkt / Haltestelle | 10,738               | Dresden-Dobritz                                  | Dresden-Dobritz                                  |
| Bahnhof | 12,399               | Dresden-Reick                                    | Dresden-Reick                                    |
| Haltepunkt / Haltestelle | 14,612               | Dresden-Strehlen                                 | Dresden-Strehlen                                 |
| Bahnhof | 17,055               | Dresden Hbf (Verbindung zu Fernbahngleisen)      | Dresden Hbf (Verbindung zu Fernbahngleisen)      |
| Abzweig geradeaus und nach links |                      | nach Werdau Bogendreieck                         | nach Werdau Bogendreieck                         |
| Haltepunkt / Haltestelle | 18,266               | Dresden Freiberger Straße                        | Dresden Freiberger Straße                        |
| Bahnhof | 19,262               | Dresden Mitte                                    | Dresden Mitte                                    |
| Brücke über Wasserlauf |                      | Marienbrücke (430 m, Elbe)                       | Marienbrücke (430 m, Elbe)                       |
| Bahnhof | 20,891               | Dresden-Neustadt (Verbindung zu Fernbahngleisen) | Dresden-Neustadt (Verbindung zu Fernbahngleisen) |
| Abzweig geradeaus und nach rechts |                      | nach Görlitz                                     | nach Görlitz                                     |
| Haltepunkt / Haltestelle | 21,734               | Dresden Bischofsplatz                            | Dresden Bischofsplatz                            |
| Haltepunkt / Haltestelle | 23,622               | Dresden-Pieschen                                 | Dresden-Pieschen                                 |
| Haltepunkt / Haltestelle | 25,359               | Dresden-Trachau                                  | Dresden-Trachau                                  |
| Strecke mit Straßenbrücke |                      | Bundesautobahn 4                                 | Bundesautobahn 4                                 |
| Bahnhof | 27,268               | Radebeul Ost (Verbindung zu Fernbahngleisen)     | Radebeul Ost (Verbindung zu Fernbahngleisen)     |
| Haltepunkt / Haltestelle | 29,055               | Radebeul-Weintraube                              | Radebeul-Weintraube                              |
| Haltepunkt / Haltestelle | 31,043               | Radebeul-Kötzschenbroda                          | Radebeul-Kötzschenbroda                          |
| Abzweig geradeaus und von links |                      | Fernbahngleise von Dresden                       | Fernbahngleise von Dresden                       |
| Blockstelle | 31,847               | Abzw Radebeul Nord                               | Abzw Radebeul Nord                               |
| Haltepunkt / Haltestelle | 32,749               | Radebeul-Zitzschewig                             | Radebeul-Zitzschewig                             |
| Kreuzung geradeaus unten |                      | Berlin–Dresden-Friedrichstadt                    | Berlin–Dresden-Friedrichstadt                    |
| Abzweig geradeaus und von links |                      | von Dresden-Neustadt und von Radebeul-Naundorf   | von Dresden-Neustadt und von Radebeul-Naundorf   |
| Bahnhof | 34,877               | Coswig (b Dresden)                               | Coswig (b Dresden)                               |
| Abzweig geradeaus und nach links |                      | nach Borsdorf (Sachs)                            | nach Borsdorf (Sachs)                            |
| Strecke |                      | nach Leipzig Hbf                                 | nach Leipzig Hbf                                 |

Die Bahnstrecke Pirna–Coswig ist eine zweigleisige elektrifizierte Hauptbahn in Sachsen, die vorwiegend der S-Bahn Dresden dient. Sie verläuft auf gleichem Bahnkörper parallel zu den bestehenden Hauptbahnen Děčín–Dresden und Dresden–Leipzig. Der Abschnitt zwischen Pirna und Dresden-Neustadt ist seit 2004 in Betrieb, das Gesamtprojekt wurde im März 2016 mit der Fertigstellung der verbliebenen Strecke Dresden-Neustadt–Coswig abgeschlossen.

## Geschichte

### Vorgeschichte
Pirna–Dresden

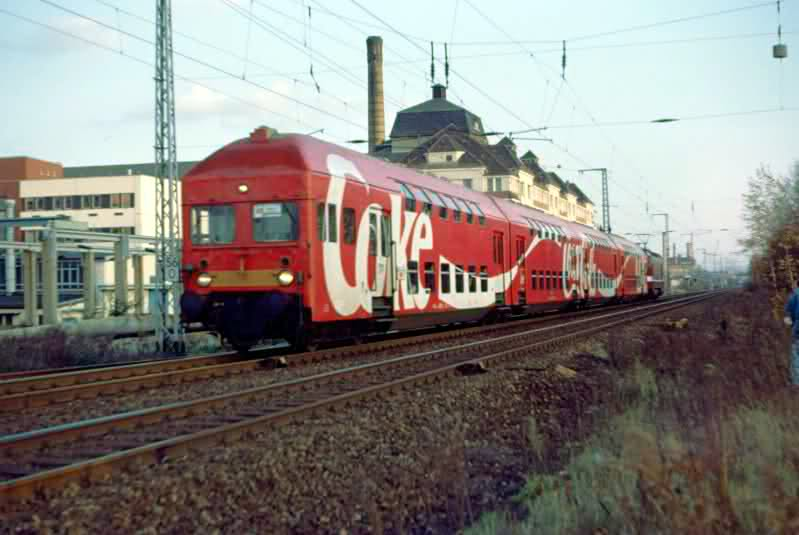
S-Bahn bei Dresden-Dobritz im Jahr 1991. Das gleislose und überwachsene Planum rechts daneben trug bis 1946 die Fernbahngleise.

Bereits 1895 wurden im Zusammenhang mit dem geplanten Ausbau der Dresdner Bahnanlagen erste Pläne für einen viergleisigen Ausbau der Strecke Bodenbach–Dresden zwischen Pirna und Dresden ausgearbeitet. Realisiert wurde das Vorhaben – unterbrochen durch den Ersten Weltkrieg – von 1901 bis 1934. Fortan bestand zwischen Pirna und Dresden-Neustadt eine betriebliche Trennung zwischen Fern- und Vorortverkehr.
Nach dem Zweiten Weltkrieg wurden 1946 drei der vier Gleise als Reparationsleistung für die Sowjetunion abgebaut. Erst ab 16. Dezember 1952 war wieder ein zweigleisiger Verkehr zwischen Pirna und Dresden möglich. Der Gesamtverkehr lief über die ehemaligen Vorortgleise.
Mit der Einrichtung eines S-Bahn-Netzes in Dresden ab 1973 wurden auch die Planungen für einen Wiederaufbau der Fernbahngleise forciert. Zwischen 1979 und 1982 wurde das Planum für den Wiederaufbau des dritten und vierten Gleises hergerichtet, was auch den Neubau zahlreicher Brücken einschloss. Wegen zunehmender Gleisschäden durch alkaligeschädigte Schwellen im Netz der Deutschen Reichsbahn wurde das Projekt in den 1980er Jahren angesichts fehlender Baukapazitäten zurückgestellt.
Dresden–Coswig
Der Rückbau des viergleisigen Abschnitts bis 1946 auf ein Gleis stellte ein Problem für den Bahnverkehr zwischen Leipzig und Dresden dar, den hinter Ost-Berlin größten beiden Städten der SBZ. Von Coswig (b Dresden) bis Borsdorf im Leipziger Land wurde unter Einbeziehung der über Meißen führenden zweiten Strecke zwischen diesen Städten Richtungsverkehr auf den beiden eingleisigen Hauptbahnen eingerichtet. Nach dem Wiederaufbau des zweiten Streckengleises der Leipzig-Dresdner-Bahn bis 1967 und der Elektrifizierung bis 1970 endete der Ringverkehr 1971. Der auf beiden Strecken gelegene Abschnitt Dresden–Meißen wurde 1973 in das Dresdner S-Bahn-Netz integriert, wobei das zweite Gleis zwischen Coswig und Meißen erst zum Fahrplanwechsel im Dezember 1981 betriebsfertig war.
Wegen des in der Zwischenzeit erweiterten Lichtraumprofils war ein erneuter viergleisiger Ausbau zwischen Coswig und Dresden Neustadt ohne Planumsverbreiterung ausgeschlossen. Nach langer Vorbereitung konnte Ende der 1970er Jahre ein drittes Streckengleis zwischen Radebeul West und Radebeul Ost in Betrieb genommen werden. Es endete allerdings im Westkopf des Bahnhofs Radebeul Ost. Der schon fertig errichtete Bahnsteig 5 in diesem Bahnhof erhielt nie das dazugehörende Gleis. Das von Radebeul Ost bis etwa auf Höhe der Hansastraße vorgestreckte dritte Gleis konnte durch Lichtraumprofil- und Brückenprobleme nicht in den Bahnhof Dresden-Neustadt eingebunden werden. Nach zunehmenden Gleisschäden durch alkaligeschädigte Betonschwellen im Netz der Deutschen Reichsbahn, die auch die Strecke Leipzig–Dresden betrafen, wurde der dreigleisige Ausbau in den 1980er Jahren abgebrochen. Das bisherige Streckengleis 1 Leipzig–Dresden war auf diesem Abschnitt in besonders schlechtem Zustand. Weil eine Fertigstellung in absehbarer Zeit nicht zu erwarten war, wurde das dritte Gleis in Radebeul Ost und vor dem Bahnhof Dresden Neustadt an das bisherige Gleis 1 angeschwenkt. In diesem Zusammenhang musste auch die schon fertiggestellte Einbindung der Strecke LDV ([6]346) zum Güterbahnhof Dresden Neustadt an der Abzweigstelle Dresden-Pieschen umgebaut werden. Das bisherige Gleis 1 inklusive der Fahrleitung blieb jahrelang liegen, der Abbau geschah nur schleppend.

### Neubau der S-Bahn-Strecke

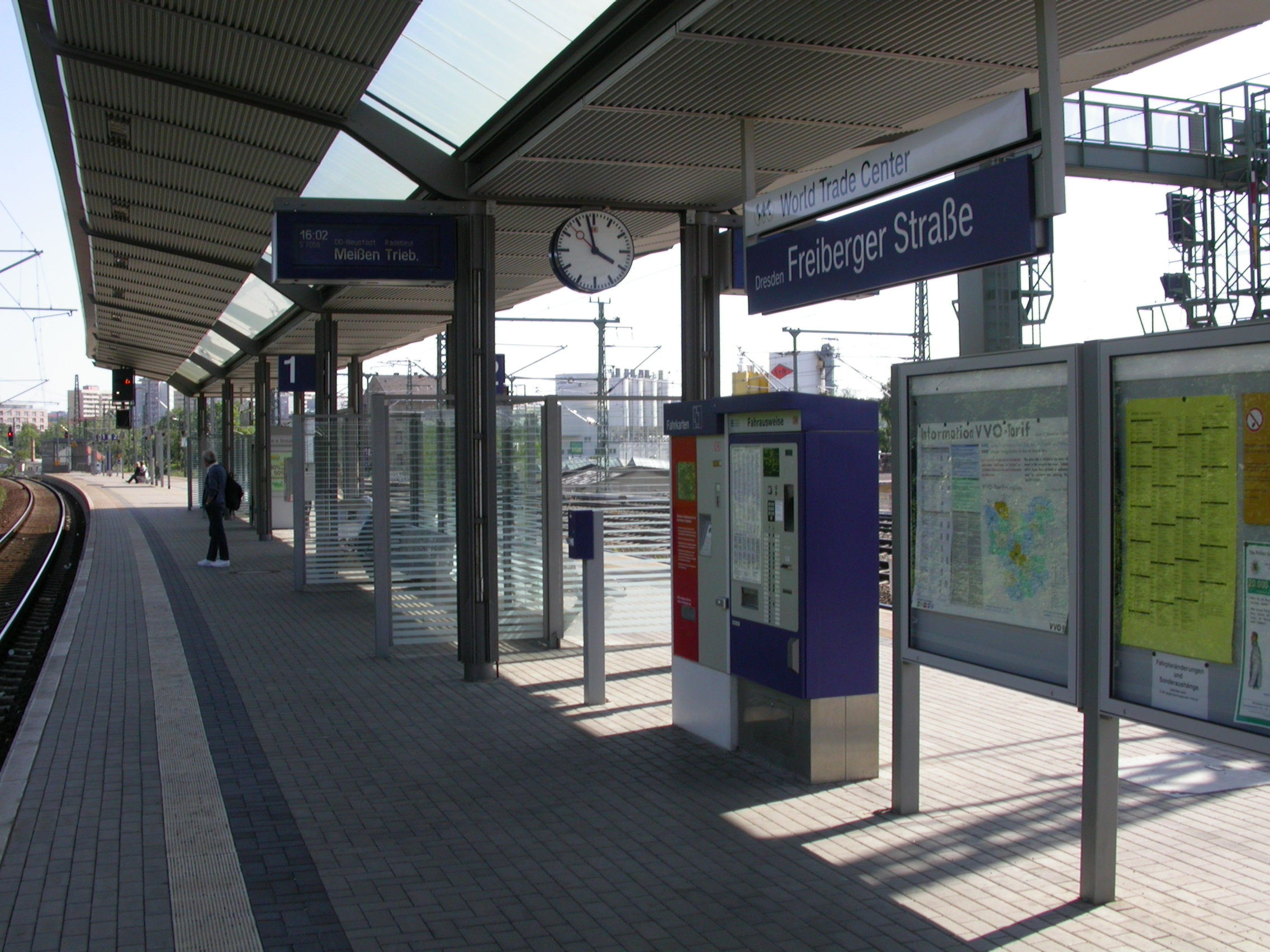
Typische Ausstattung eines S-Bahn-Haltepunktes (Dresden Freiberger Str.)

Nach der politischen Wende in der DDR kam es zu einer Überarbeitung des Projektes. Von einem bloßen Wiederaufbau der fehlenden Gleise wurde nun abgesehen. Vorgesehen war eine betrieblich eigenständige S-Bahn-Strecke, die nur noch an wenigen Stellen Verbindungen zum Fernbahnnetz haben sollte.
Am 5. Dezember 1995 beschloss die sächsische Staatsregierung, dass der Freistaat Sachsen den Ausbau der Dresdner S-Bahn-Infrastruktur maßgeblich finanziell unterstützen wird. Am 1. Oktober 1996 begann mit dem Ersten Spatenstich der Neubau der S-Bahn-Strecke zwischen Pirna und Dresden-Neustadt. Seit dem 15. Juli 2001 ist der Abschnitt zwischen Pirna und Dresden-Dobritz fertiggestellt, im Dezember 2004 der Abschnitt bis Dresden-Neustadt.
Alle Haltepunkte bekamen eine einheitliche Nutzlänge von 140 Metern, was die möglichen Zuglängen auf fünf Doppelstockwagen begrenzt. Die Bahnsteighöhe wurde mit 550 Millimetern über Schienenoberkante so bemessen, dass beim Einsatz von Doppelstockwagen mit Tiefeinstieg bzw. Desiro-Triebwagen der DB-Baureihe 642 ein niveaugleicher Einstieg gegeben ist. Alle Haltepunkte sind mit Aufzügen barrierefrei ausgestattet.

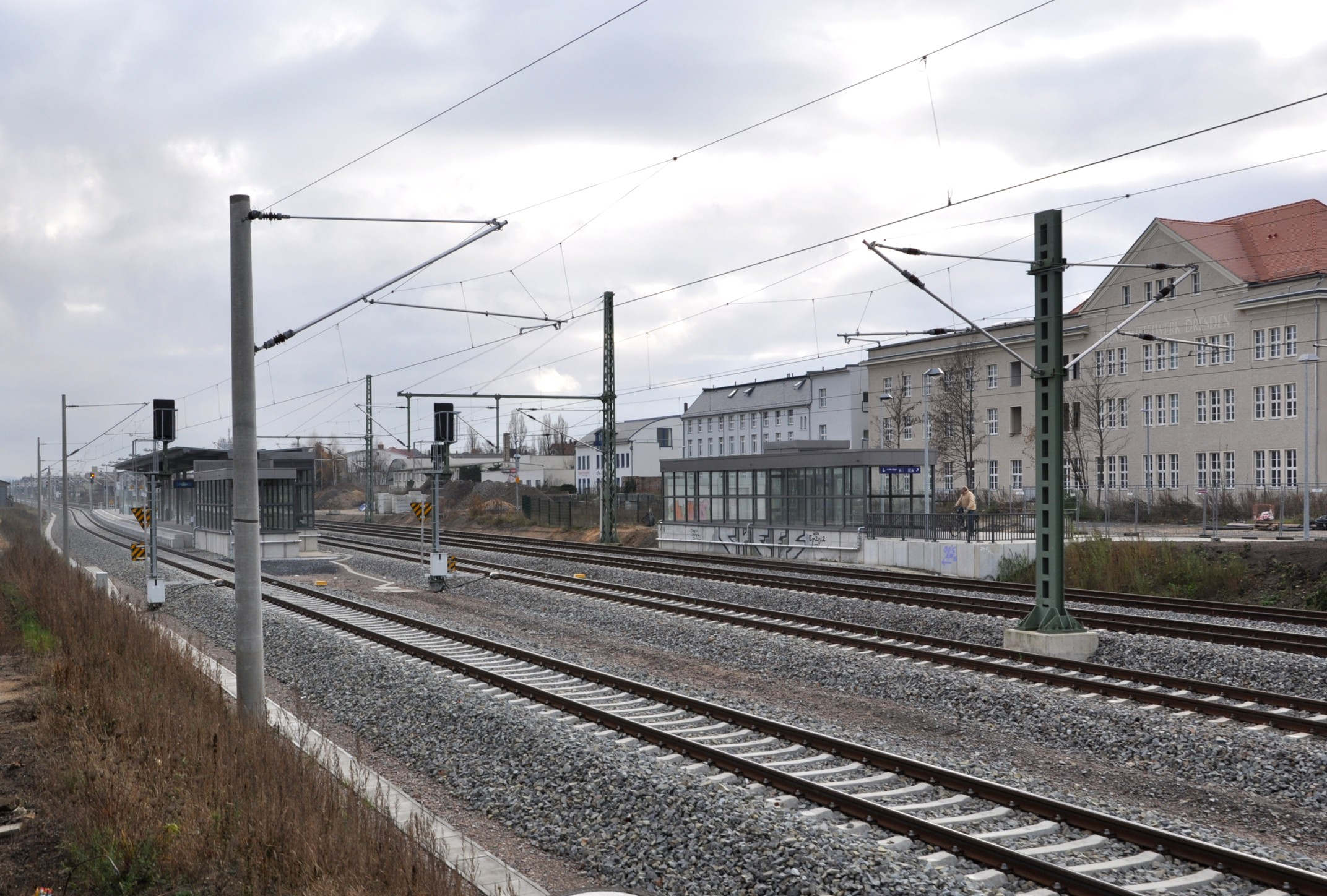
Fertiggestellte Anlagen im Bahnhof Radebeul Ost, links die S-Bahn-Gleise mit Mittelbahnsteig, rechts die Fernbahngleise (Dezember 2013)

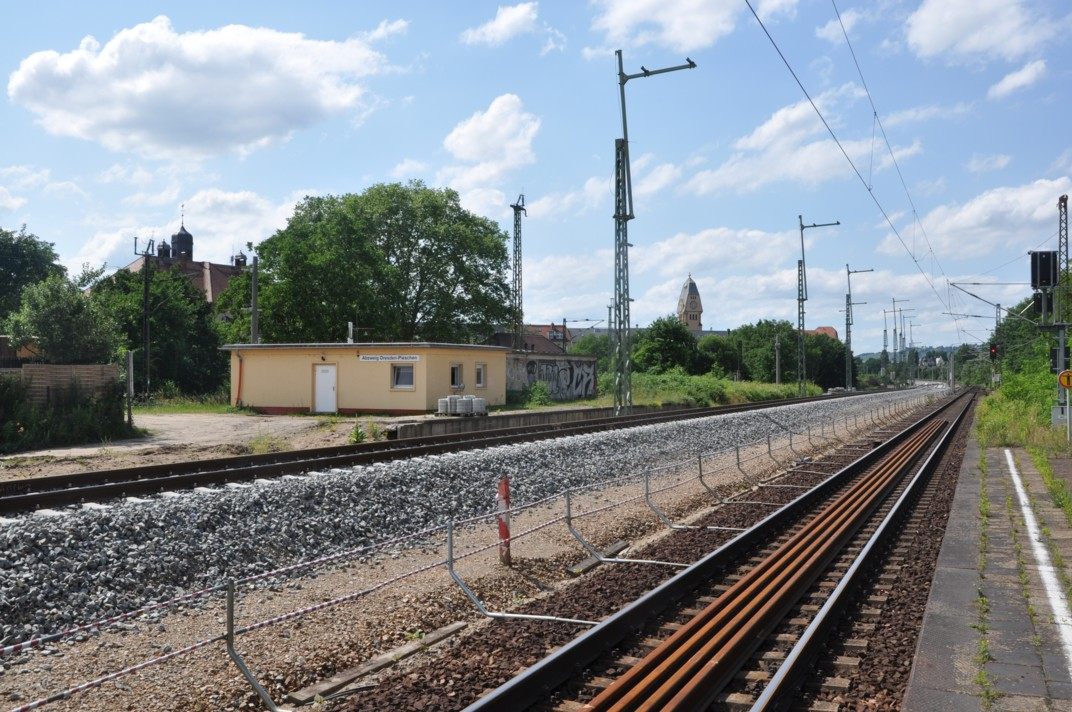
Haltepunkt Dresden-Pieschen während der Bauarbeiten: Das alte Personenzuggleis Dresden-Neustadt–Coswig ist noch in Betrieb, die Fernbahngleise befinden sich im Aufbau (Juni 2013).

Im Jahr 2010 begann der Neu- und Ausbau der S-Bahn-Gleise im Abschnitt Dresden-Neustadt–Coswig. Ursprünglich lagen dort die Fernbahngleise zwischen den außenliegenden Vorortzuggleisen. Nach dem Umbau verlaufen die S-Bahn-Gleise nunmehr auch hier parallel zur Fernbahnstrecke auf deren östlicher Seite.
Zunächst entstanden von Radebeul West ausgehend die Fernbahngleise auf der Westseite des Bahnkörpers neu, was Ende 2013 abgeschlossen wurde. Der Neubau der parallelen S-Bahn-Trasse auf der Ostseite begann ebenfalls von Coswig ausgehend. Bis Ende 2013 wurde der Abschnitt Radebeul Ost–Coswig fertiggestellt und in Betrieb genommen. Dabei bekam der bisherige, nun zum Haltepunkt abgestufte Bahnhof Radebeul West den früheren Namen Radebeul-Kötzschenbroda zurück.
Die Inbetriebnahme des restlichen Abschnittes Dresden-Neustadt–Radebeul Ost der S-Bahn-Strecke war zunächst bis zum Jahr 2014 vorgesehen. Die endgültige Fertigstellung des Projektes und die damit verbundene Freigabe des Abschnitts von Dresden-Neustadt bis Radebeul Ost geschah am 20. März 2016.
Nach 100 Tagen Betrieb zog der Verkehrsverbund Oberelbe im Juni 2016 eine positive Bilanz. Am neu gebauten Haltepunkt Dresden-Bischofsplatz wurden täglich 1500 Reisende gezählt.

## Zugverkehr
Heute wird die Strecke fast ausschließlich von den Dresdner S-Bahn-Linien S1 und S2 genutzt. In den Hauptverkehrszeiten besteht durch die Taktverschiebung beider Linien ein ungefährer 15-Minuten-Takt zwischen Pirna und Dresden-Neustadt. Bestellt und finanziert werden diese Leistungen vom Zweckverband Verkehrsverbund Oberelbe.
Folgende Tabelle zeigt die Verkehrslinien des Nahverkehrs, die ganz oder teilweise die fertiggestellte S-Bahn-Strecke zwischen Pirna und Coswig nutzen (Stand: Fahrplanjahr 2017):
| Linie | Strecke                                 | EVU             | Takt (min)     | Bemerkung                                                                                      |
| ----- | --------------------------------------- | --------------- | -------------- | ---------------------------------------------------------------------------------------------- |
| S1    | Schöna – Meißen-Triebischtal            | DB Regio Südost | 30 10/20 (HVZ) |                                                                                                |
| S2    | Pirna – Dresden Flughafen               | DB Regio Südost | 30             |                                                                                                |
| RE19  | Kurort Altenberg (Erzgeb) – Dresden Hbf | DB Regio Südost | —              | Wintersportverkehr; nur saisonal                                                               |
| RE20  | Litoměřice město – Dresden Hbf          | DB Regio Südost | —              | Ausflugsverkehr; nur saisonal                                                                  |
| RE50  | Dresden Hbf – Leipzig Hbf               | DB Regio Südost | 60             | Mitnutzung der S-Bahn-Gleise von Radebeul Ost bis Coswig (b Dresden), hält nur in Radebeul Ost |

Bei Bauarbeiten oder Störungen werden gelegentlich vor allem nachts Güterzüge zwischen dem Dresdner Hauptbahnhof und Pirna auf der Strecke geführt.
In der Hauptverkehrszeit wird seit dem 3. April 2017 ein dichterer Takt der S-Bahn zwischen Dresden Hbf und Meißen-Triebischtal realisiert. Statt des 30-Minuten-Taktes fahren die Züge zwischen 5:00 und 8:30 Uhr sowie von 14:00 bis 19:00 Uhr alle 15 Minuten. Die DB Regio AG und der Zweckverband Verkehrsverbund Oberelbe unterzeichneten am 19. Dezember 2016 den neuen Verkehrsvertrag. Bedingt durch die dichte Streckenbelegung zwischen Dresden Hbf und Dresden-Neustadt sowie im Bahnhof Coswig (b Dresden) kann allerdings kein sauberer 15-Minuten-Takt realisiert werden. Der Halt der RE-Linie 50 in Radebeul Ost bleibt im Gegensatz zu den ursprünglichen Planungen zunächst erhalten. Im Fahrplanjahr 2025 hält der RE 50 bis 9. August 2025 nur um 04:23 (Mo – Sa) in Richtung Leipzig in Radebeul Ost.

## Streckenbeschreibung

### Verlauf
Die vorwiegend von der S-Bahn genutzte Strecke Pirna–Coswig bindet im südlichen Bahnhofskopf von Pirna elbseitig aus der Bahnstrecke Děčín–Dresden-Neustadt aus und verläuft fortan parallel zu ihr auf demselben insgesamt viergleisigen Bahnkörper. Der Dresdner Hauptbahnhof wird in seiner Nordhalle durchquert. Zwischen den Verkehrsstationen Dresden-Mitte und Dresden-Neustadt wird die Elbe auf der insgesamt fünfgleisigen Marienbrücke überquert. Im nördlichen Bahnhofskopf von Dresden-Neustadt wird die Bahnstrecke Görlitz–Dresden unterquert. Die Weichenverbindungen sind dabei so angeordnet, dass ein stadteinwärts fahrender Zug der Linie S2 und ein stadtauswärts fahrender der Linie S1 niveaufrei kreuzen können. Ab Dresden-Neustadt verläuft die Strecke Pirna–Coswig parallel zur ebenfalls zweigleisigen Bahnstrecke Leipzig–Dresden auf deren elbabgewandter Seite. An der Abzweigstelle Radebeul Nord wird die Bahnstrecke Leipzig–Dresden auf ein Gleis reduziert, zwischen dieser und der S-Bahn-Strecke wird eine zweigleisige Verbindungskurve zur Bahnstrecke Berlin–Dresden ausgebunden, welche nach dem Haltepunkt Radebeul-Zitzschewig unterquert wird. Die hier eingleisige Bahnstrecke Leipzig–Dresden wird danach wieder an die Bahnstrecke Pirna–Coswig herangeführt, sodass auf einem insgesamt dreigleisigen Bahndamm der Bahnhof Coswig erreicht wird. Die Gleise der Strecke Pirna–Coswig passieren im Bahnhof Coswig den Bahnsteig 1/2 und münden im nördlichen Bahnhofskopf in die Bahnstrecke Leipzig–Dresden ein.
Alle Zugangsstellen der Strecke sind als Inselbahnsteige ausgeführt und barrierefrei erreichbar. Im Haltepunkt Radebeul-Zitzschewig wird dies mit einer langen Rampe von der Coswiger Straße her realisiert, in allen anderen Stationen mit Aufzügen.

### Betriebsstellen
Pirna ⊙

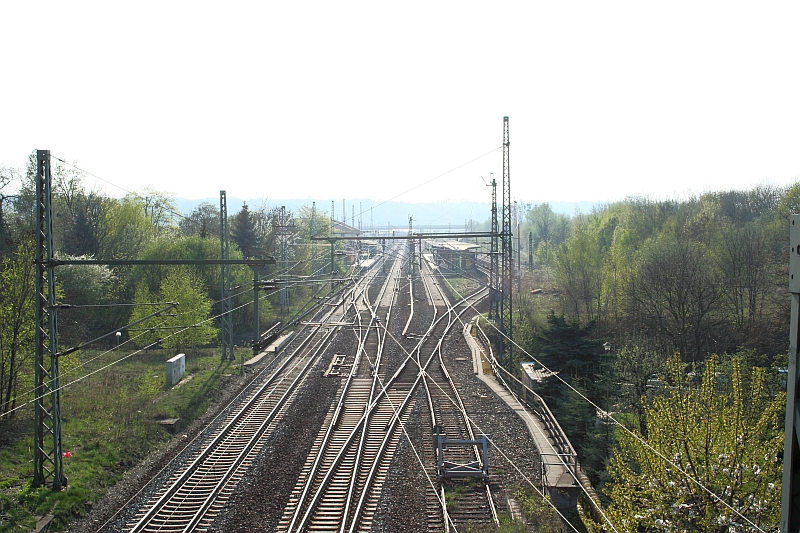
Bahnhof Pirna. Die S-Bahn-Gleise zweigen nach rechts aus der Hauptbahn Děčín–Dresden-Neustadt ab. (2009)

Ein erster Bahnhof in Pirna bestand seit 1848, als das erste Teilstück der Dresden-Bodenbacher Eisenbahn von Dresden aus fertiggestellt war. Die heutige Bahnhofsanlage wurde 1875 im Zusammenhang mit dem Bau der Bahnstrecke Kamenz–Pirna errichtet. In Pirna besteht Anschluss an Züge nach Neustadt (Sachsen) und Sebnitz.
Heidenau-Großsedlitz ⊙
Der Haltepunkt Heidenau-Großsedlitz hat nur eine geringe Bedeutung für den Reiseverkehr. Touristisch bedeutsam ist der nahe gelegene Barockgarten Großsedlitz.
Heidenau Süd ⊙
Der Haltepunkt Heidenau Süd ist ein zentraler Haltepunkt in der Stadt Heidenau, der recht stark frequentiert wird. Das Empfangsgebäude steht heute leer und verfällt.
Heidenau ⊙
Der Bahnhof Heidenau ist Anschlussbahnhof für die in Richtung Altenberg verkehrenden Züge der Müglitztalbahn. Für in Heidenau endende S-Bahn-Züge der Linie S2 bestehen zwei separate Stumpfgleise.
Dresden-Zschachwitz ⊙
Der Haltepunkt Dresden-Zschachwitz wurde 1946 provisorisch für den Berufsverkehr eingerichtet. Beim Ausbau der Trasse erhielt er den heutigen Mittelbahnsteig mit behindertengerechtem Zugang.
Dresden-Niedersedlitz ⊙

Der Haltepunkt Dresden-Niedersedlitz wurde am 1. Dezember 1877 als Haltestelle Niedersedlitz eröffnet. Seit dem 1. November 1950, vier Monate nach der Eingemeindung des Dresdner Vorortes Niedersedlitz, heißt er Dresden-Niedersedlitz. Der Haltepunkt Dresden-Niedersedlitz gehört zu den meistfrequentierten im Osten von Dresden. Günstige Umsteigemöglichkeiten bestehen zur Dresdner Straßenbahn-Linie 6 und zu den Buslinien 65, 88 und 89.
Dresden-Dobritz ⊙
Der Haltepunkt Dresden-Dobritz wurde am 1. Juli 1971 provisorisch eingerichtet, um für das geplante Neubaugebiet Prohlis einen S-Bahn-Anschluss zu schaffen. Beim Ausbau der Trasse nach 2000 wurde er um etwa 100 Meter stadtauswärts verlegt. Dabei erhielt er den heute vorhandenen Mittelbahnsteig mit behindertengerechtem Zugang. Damit bestehen günstige Umsteigemöglichkeiten zur Dresdner Straßenbahn und zu verschiedenen Buslinien.
Dresden-Reick ⊙

Der Bahnhof Dresden-Reick wurde beim Streckenausbau von seinem ursprünglichen Standort um 200 Meter stadteinwärts verlegt. Das historische Empfangsgebäude von 1907 wird heute als Wohnhaus benutzt. Unmittelbar am Bahnhof bestehen Umsteigemöglichkeiten zu den Stadtbuslinien 64, 65 und 87. Seit der Einrichtung des Panometers Dresden in einem ehemaligen Gasometer hat der Bahnhof auch eine touristische Bedeutung.
Dresden-Strehlen ⊙
Der Haltepunkt Dresden-Strehlen besteht seit 1902. Er ist der einzige S-Bahn-Haltepunkt, dessen historische Bausubstanz beim Streckenausbau nach 2000 erhalten blieb. In den bestehenden Bahnsteigzugang wurde ein Aufzug eingebaut. Das denkmalgeschützte historische Empfangsgebäude wird nicht mehr für den Bahnbetrieb genutzt und steht heute leer. Den Haltepunkt bedienen mehrere Buslinien der Dresdner Verkehrsbetriebe. Eine Straßenbahnanbindung des Haltepunkts ist im Rahmen des Projektes Stadtbahn 2020 umgesetzt worden.
Dresden Hbf ⊙

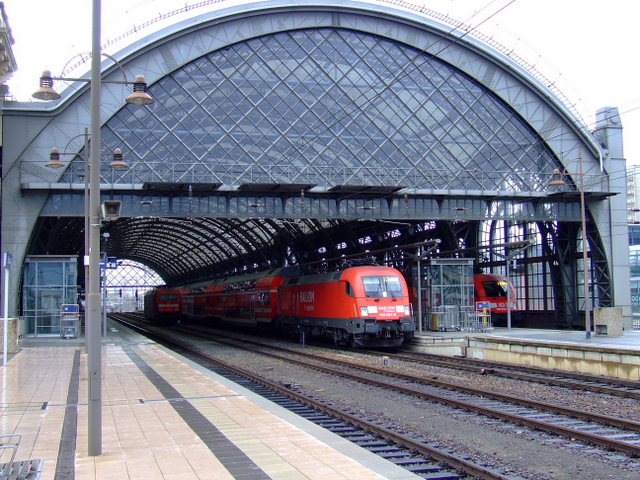
Züge der Linie S1 in Dresden Hbf (2011)

Im Dresdner Hauptbahnhof werden die Gleise 13 und 14 von der S-Bahn genutzt. Mehrere Gleisverbindungen schaffen hier eine Verknüpfung mit dem Fernbahnnetz. Im östlichen Teil existiert ein mittig zwischen den Gleisen gelegenes Abstellgleis, welches von den am Hauptbahnhof endenden Verstärkerfahrten im Berufsverkehr als Wendegleis genutzt wird. Die sonntags endenden Fahrten der Linie S2 wenden allerdings am Bahnsteig.
Dresden Freiberger Straße ⊙
Der Haltepunkt Dresden Freiberger Straße wurde zum Fahrplanwechsel am 12. Dezember 2004 in Betrieb genommen. Er liegt an der Freiberger Straße und erfüllt für das Einkaufs- und Bürozentrum World Trade Center Dresden eine Zubringerfunktion und bietet Anschluss an das Dresdner Straßenbahnnetz.
Dresden Mitte ⊙

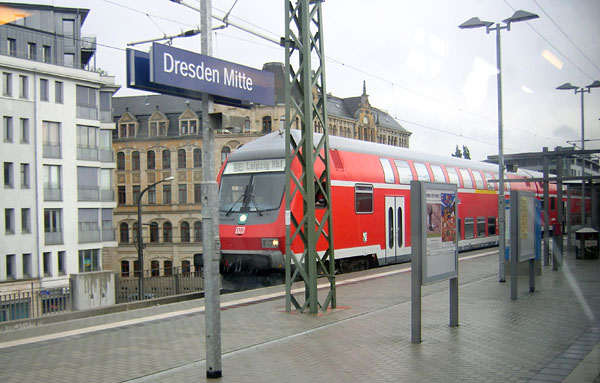
Regional-Express RE 50 nach Leipzig in Dresden Mitte (2005)

Im Bahnhofsteil Dresden Mitte dienen seit dem Umbau die Gleise 1 und 2 dem S-Bahn-Verkehr. Gleisverbindungen zu den Fernbahngleisen bestehen in Dresden Mitte nicht mehr, jedoch kann zwischen den beiden S-Bahn-Gleisen gewechselt werden. Unmittelbar am Bahnhof wurde eine Umsteigemöglichkeit zur Dresdner Straßenbahn eingerichtet.
Dresden-Neustadt ⊙
Die Bahnstrecke führt im Bahnhofsteil Dresden-Neustadt an den Bahnsteigen 1 und 2 vorbei. Seit dem Umbau der Gleisanlagen stehen sowohl im nördlichen als auch im südlichen Bahnhofskopf jeweils ein mittig zwischen den Gleisen gelegenes Wende- und Abstellgleis zur Verfügung.
Dresden Bischofsplatz ⊙

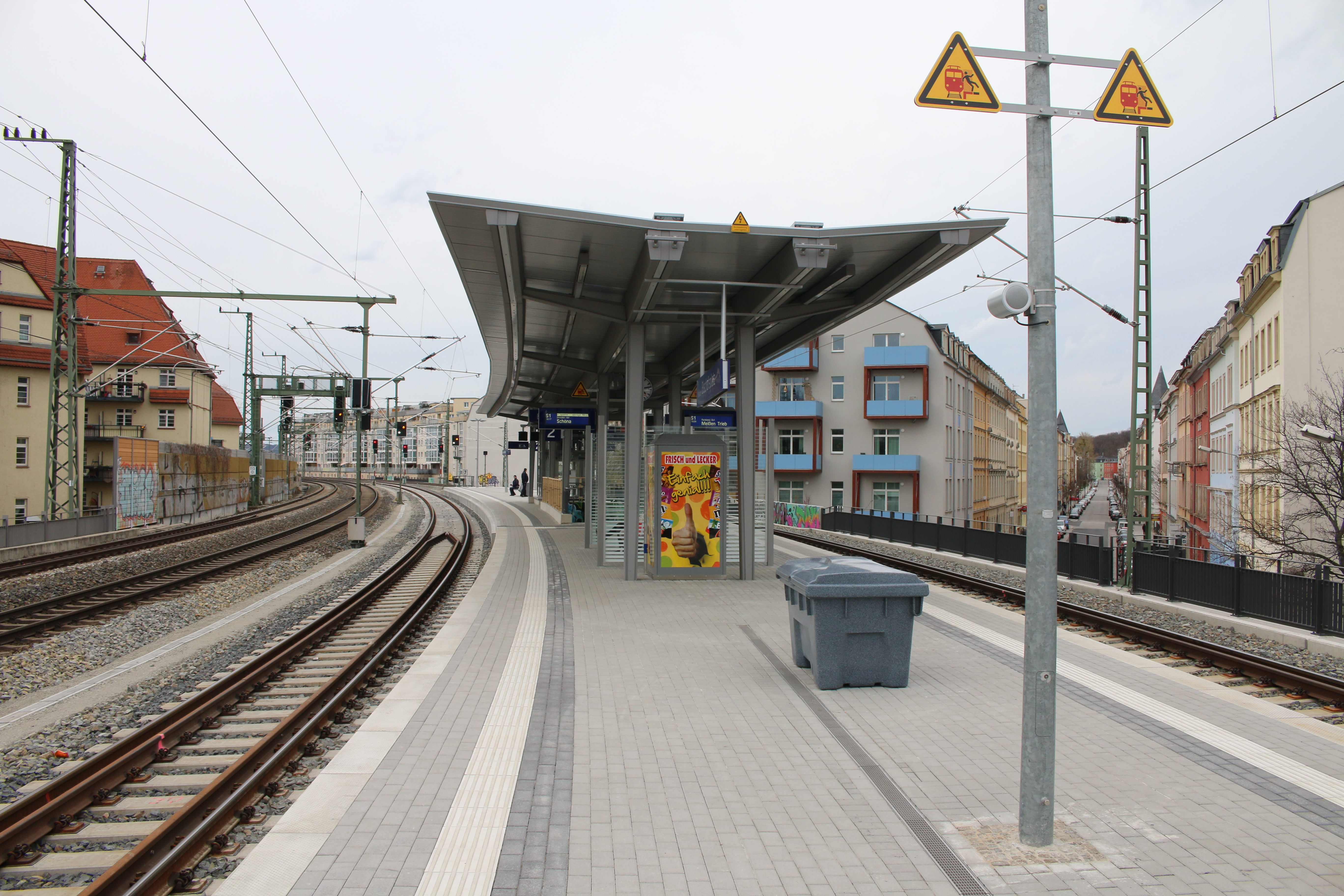
Haltepunkt Dresden Bischofsplatz (2016)

Der Haltepunkt Dresden Bischofsplatz wurde am 20. März 2016 eingeweiht. Er ist somit die jüngste Station der Bahnstrecke.
Dresden-Pieschen ⊙
Der Haltepunkt Dresden-Pieschen wurde am 1. Mai 1902 eröffnet.
Dresden-Trachau ⊙
Der Haltepunkt Dresden-Trachau wurde am 1. Mai 1902 eröffnet. Das denkmalgeschützte, ehemalige Empfangsgebäude ist am Standort noch erhalten.
Radebeul Ost ⊙
Radebeul-Weintraube ⊙
Radebeul-Kötzschenbroda ⊙
Radebeul-Zitzschewig ⊙
Coswig (b Dresden) ⊙